# Поєніца (Муреш)
Поєніца (рум. Poienița) — село у повіті Муреш в Румунії. Входить до складу комуни Лівезень.
Село розташоване на відстані 260 км на північний захід від Бухареста, 8 км на схід від Тиргу-Муреша, 85 км на схід від Клуж-Напоки, 123 км на північний захід від Брашова.

## Населення
За даними перепису населення 2002 року у селі проживали 302 особи.
Національний склад населення села:
| Національність | Кількість осіб | Відсоток |
| -------------- | -------------- | -------- |
| румуни         | 169            | 56,0%    |
| угорці         | 84             | 27,8%    |
| цигани         | 49             | 16,2%    |

Рідною мовою назвали:
| Мова      | Кількість осіб | Відсоток |
| --------- | -------------- | -------- |
| румунська | 169            | 56,0%    |
| угорська  | 84             | 27,8%    |
| циганська | 49             | 16,2%    |